# Bình Minh (người mẫu)
Nguyễn Bình Minh, thường được biết đến với nghệ danh Bình Minh (sinh ngày 5 tháng 11 năm 1981), là một nam người mẫu, diễn viên kiêm người dẫn chương trình truyền hình người Việt Nam. Năm 2011, anh từng giành giải Mai Vàng ở hạng mục "Nam diễn viên chính được yêu thích nhất" qua vai Chí Cùa trong phim Vật chứng mong manh.

## Tiểu sử
Bình Minh có quê quán ở Lạng Sơn, anh khởi nghiệp với vai trò là một người mẫu. Sở hữu ngoại hình lý tưởng (cao 1m85, nặng 87 kg, số đo ba vòng 101 – 83 – 100), Bình Minh nhanh chóng trở thành một gương mặt người mẫu sáng giá và giành được nhiều giải thưởng người mẫu khác nhau, đặc biệt là giải "Siêu mẫu ấn tượng" trong cuộc thi "Tìm kiếm người mẫu thời trang châu Á" năm 2002.
Năm 2001, Bình Minh vào Thành phố Hồ Chí Minh lập nghiệp, từ công việc người mẫu, anh còn tham gia lĩnh vực điện ảnh và dẫn chương trình. Với vai trò diễn viên, anh từng tham gia nhiều bộ phim: Chuyện tình xa xứ, Giao lộ định mệnh, Cô gái xấu xí, Để mai tính, Người mẫu, Vật chứng mong manh, Nữ sát thủ, Khát vọng thượng lưu và Giấc mơ cỏ may.
Ngày 21 tháng 12 năm 2008, Bình Minh vinh dự nhận danh hiệu Người mẫu nam xuất sắc của năm tại lễ trao giải Người mẫu Việt Nam. Cũng trong năm 2008, Bình Minh kết hôn với Anh Thơ, cặp đôi sinh được hai con gái là An Nhiên và An Như.
Bình Minh là một đảng viên của Đảng Cộng sản Việt Nam. Anh có một căn nhà ở quận 7.
Từ 1 tháng 7 năm 2023, Bình Minh được bổ nhiệm làm Giám đốc Văn phòng VGS miền Nam.

## Danh sách phim

### Điện ảnh
| Năm  | Tên phim                             | Vai diễn           | Đạo diễn           | Đóng với       |
| ---- | ------------------------------------ | ------------------ | ------------------ | -------------- |
| 2006 | Áo lụa Hà Đông                       | Cảnh sát           | Lưu Huỳnh          |                |
| 2006 | Vũ điệu tử thần                      | Kha                | Bùi Tuấn Dũng      | Thanh Thúy     |
| 2007 | Mười: Truyền thuyết về bức chân dung | Nguyễn             | Kim Tae-kyeong     | Anh Thư        |
| 2009 | Chuyện tình xa xứ                    | Khang              | Victor Vũ          | Kathy Uyên     |
| 2009 | 14 ngày phép                         | Hiền               | Nguyễn Trọng Khoa  |                |
| 2010 | Để Mai tính                          | Trợ lý của Antoine | Charlie Nguyễn     |                |
| 2010 | Giao lộ định mệnh                    | Hùng               | Victor Vũ          |                |
| 2013 | Mệnh lệnh liên hoàn                  | Hải                | Victor Vũ          | Diễm My 9x     |
| 2014 | Cô dâu đại chiến 2                   | Việt               | Victor Vũ          | Lan Phương     |
| 2014 | Hiệp sĩ mù                           | Cường              | Lưu Huỳnh          |                |
| 2014 | Scandal: Hào quang trở lại           | Bình Minh          | Victor Vũ          |                |
| 2016 | Lộc phát                             | Đức                | Lê Bảo Trung       | Đinh Ngọc Diệp |
| 2016 | Gái già lắm chiêu                    | Thiên Minh         | Bảo Nhân - Namcito | Diễm My 9x     |
| 2016 | Vợ ơi em ở đâu?                      | Minh Nam           | Trần Hà Sơn        | Trúc Diễm      |
| 2017 | Lô tô                                | Lê Minh            | Huỳnh Tuấn Anh     |                |
| 2018 | Giấc mơ Mỹ                           | Thế Vinh           | Davina Hồng Ngân   | Mai Thu Huyền  |
| 2021 | Sám hối                              | Minh Long          | Peter Hein         | Anh Thư        |
| 2022 | Mười: Lời nguyền trở lại             | Nguyễn             | Hằng Trịnh         | Anh Thư        |

### Phim truyền hình
| Năm  | Tên phim                                 | Kênh       | Vai diễn      | Đạo diễn                                        | Đóng với                          | Ghi chú |
| ---- | ---------------------------------------- | ---------- | ------------- | ----------------------------------------------- | --------------------------------- | --- |
| 2005 | 39 độ yêu                                | HTV9       | Long          | Ngọc Hiệp & Nguyễn Phan Quang Bình              | Hồ Ngọc Hà                        | |
| 2005 | Công ty thời trang                       | HTV9       | Nguyên        | Đinh Đức Liêm                                   | Trương Ngọc Ánh                   | |
| 2006 | Đi về phía mặt trời                      | HTV9       | Phong         | Lưu Trọng Ninh                                  | Hoàng Thùy Linh                   | |
| 2007 | Nhà có ba chị em                         | VTV3       | Quân          | NSƯT Đỗ Thanh Hải                               | Mai Thu Huyền, Kiều Thanh         | Phim ngắn phát sóng chương trình Văn nghệ Chủ nhật |
| 2007 | Đường về nhà                             | HTV7       | Hảo           | Lê Dân                                          | Mai Phương                        | |
| 2007 | Giọt đắng                                | HTV9       | Bích          | Đinh Đức Liêm                                   |                                   | |
| 2008 | Những người độc thân vui vẻ              | VTV3       | Huy           | Trọng Trinh                                     | Kiều Thanh                        | (khách mời) |
| 2008 | Chuyện tình công ty quảng cáo            | HTV9       | Trọng Quân    | Lê Hùng Phương                                  |                                   | |
| 2008 | Cô gái xấu xí                            | VTV3       | Tiến Mạnh     | Nguyễn Minh Chung                               | Phi Thanh Vân                     | Phim truyền hình Việt Nam được Việt hóa từ phiên bản nước ngoài |
| 2009 | Dù gió có thổi                           | HTV3       | Hoài Tậu      | Nguyễn Phương Điền                              | Lê Khánh                          | |
| 2010 | Cá Rô, em yêu anh!                       | HTV3       | Quang Huy     | Nguyễn Phương Điền                              | Tường Vi                          | |
| 2011 | Ai cũng có Tết                           | VTV1       | Mẫn           | Nguyễn Phương Điền                              | Tú Vi                             | |
| 2011 | Trái tim lỡ nhịp                         | HTV9       | Minh Đức      | Lê Văn Thảo                                     | Jenny Hải Yến                     | |
| 2011 | Người mẫu                                | VTV3       | Thành         | Nguyễn Minh Chung                               | Thanh Hằng                        | Phim truyền hình Việt Nam được Việt hóa từ phiên bản nước ngoài |
| 2011 | Vật chứng mong manh                      | HTV7       | Chí Cùa       | Nguyễn Duy Võ Ngọc                              |                                   | |
| 2012 | Con đường phía trước                     | HTV7       | Nam           | Nguyễn Duy Võ Ngọc                              | Xuân Hòa                          | |
| 2012 | Khát vọng thượng lưu                     | VTV3       | Phong / Hoàng | Nguyễn Dương                                    | Vũ Thu Phương                     | |
| 2012 | Giấc mơ cỏ may                           | VTV3       | Quốc Nam      | Nguyễn Dương                                    | Tinna Tình                        | |
| 2013 | Nữ sát thủ                               | THVL1      | Thành Vinh    | Đặng Minh Quang                                 | Cao Thùy Dương                    | |
| 2013 | Người cộng sự                            | VTV1       | Cường Để      | Phạm Thanh Phong & Jun Muto                     | Lan Phương, Huỳnh Đông, Hồng Đăng | Đài truyền hình Việt Nam VTV và tập đoàn truyền thông TBS - Nhật Bản sản xuất nhân kỳ niệm 40 năm thiết lập quan hệ ngoại giao Việt Nam - Nhật Bản; nội dung phim tái hiện cuộc sống của Phan Bội Châu trong những năm tháng tại Nhật Bản |
| 2013 | Đến từ giấc mơ                           | VTV6       | Hoàng         | Đặng Tất Bình, Nguyễn Thế Vinh, Nguyễn Hoài Thu | Ái Châu                           | |
| 2014 | Mùa sen cạn                              | THVL1      | An Vũ         | Nguyễn Dương                                    | Kim Tuyến                         | |
| 2014 | Như giọt sương ngủ muộn                  | Let's Viet | Hoàng Long    | Dương Nam Quan                                  | Tú Vi                             | |
| 2014 | Đồng tiền đen                            | SCTV14     | Phi Long      | Bùi Cường                                       |                                   | |
| 2014 | Những đứa con biệt động Sài Gòn (phần 2) | HTV7       | Hoàng Hiệp    | Khương Đức Thuận                                |                                   | |
| 2014 | Hãy để anh yêu em                        | SCTV14     | Mạnh          | Nguyễn Duy Võ Ngọc                              | Trần Thùy Trang                   | |
| 2015 | Đổi đời                                  | SCTV14     | Quang         | Đặng Minh Quốc                                  | Kim Cương                         | |
| 2015 | Tiếng cú đêm                             | THVL1      | Tiến          | Lê Hướng Nam                                    |                                   | |
| 2015 | Mưa bóng mây                             | VTV1       | Khuynh        | Trọng Trinh                                     | Thúy Hằng                         | |
| 2015 | Thề không gục ngã                        | HTV7       | Bình Long     | Nguyễn Minh Cao                                 | Trương Quỳnh Anh                  | |
| 2015 | Ông trùm                                 | THVL1      | Chí Kiệt      | Nguyễn Dương                                    | Lan Phương                        | |
| 2016 | Lời nói dối ngọt ngào                    | VTV1       | Bách          | Vũ Hồng Sơn                                     | Lan Phương                        | |
| 2016 | Những ngọn nến trong đêm (phần 2)        | VTV3       | Quốc          | Nguyễn Khải Anh                                 | Mai Thu Huyền                     | |
| 2017 | Ngày mai ánh sáng                        | VTV3       | Phúc          | Lê Minh                                         | Trang Nhung                       | |
| 2020 | Bản năng yêu                             | HTV2       | Thế Vinh      | Nguyễn Dương                                    | Đinh Ngọc Diệp                    | |
| 2021 | Ân oán tình thù                          | VTVCab 10  | Minh Hoàng    | Đặng Minh Quang                                 |                                   | |

### Hài kịch
Gặp nhau cuối năm: Thiên lôi

## Một số chương trình truyền hình đã tham gia

### Chung sức
Anh đảm nhận dẫn dắt chương trình này thay thế vị trí của NSƯT Tạ Minh Tâm từ số phát sóng đầu ngày 3/1/2012 cho đến hết cuối ngày 30/12/2014. Từ đầu ngày 6/1/2015, anh không phải ở vị trí này ví lý do bận việc cá nhân riêng của mình. Người kế nhiệm vị trí của anh là diễn viên Trường Giang và ca sĩ Hari Won.

### Siêu đầu bếp
Anh dẫn dắt chương trình ở mùa đầu tiên.

### Thử tài thách trí
Trong suốt thời gian phát sóng, anh luôn là người dẫn dắt chương trình.

### Ai thông minh hơn học sinh lớp 5?
Anh đảm nhận dẫn dắt chương trình này thay thế vị trí của diễn viên Trấn Thành từ số phát sóng ngày 16/2/2014 cho đến khi chương trình kết thúc vào ngày 24/2/2016. Anh cũng là người cuối cùng dẫn dắt chương trình này.

### Tôi là... người chiến thắng
Anh dẫn dắt chương trình ở mùa đầu tiên.

### Tôi là diễn viên
Anh dẫn dắt chương trình cùng với MC Liêu Hà Trinh ở mùa đầu tiên.

### Gặp gỡ VTV
Anh dẫn dắt chương trình trong năm 2015.

### Sức sống mới
Anh dẫn đôi cùng với các MC khác trong suốt thời gian phát sóng.

### Sắc màu cuộc sống
Anh dẫn dắt chương trình trong suốt thời gian phát sóng.

### Gala cười
Anh dẫn dắt chương trình cùng với MC Thảo Vân trong năm 2016 và hoa hậu Đỗ Mỹ Linh trong năm 2019.

### Cầu thủ nhí
Anh dẫn dắt chương trình ở mùa thứ 2.

### Hãy nghe họ nói
Anh dẫn dắt chương trình trong suốt thời gian phát sóng.

### Chào 2017
Anh dẫn dắt chương trình này cùng với Á hậu 2 Hoa hậu Việt Nam 2008 Thụy Vân.

### Let's Cafe
Anh dẫn dắt cùng với các MC khác trong suốt thời gian phát sóng.

## Một số sự kiện
- Giải thưởng truyền hình HTV 2014 - HTV Awards 2014
- Giải thưởng truyền hình HTV 2016 - HTV Awards 2016
- Đêm thi chung khảo phía Nam Hoa hậu Việt Nam 2016 (với Á hậu Hoàng Oanh)
- Liveshow Quang Lê - Hát trên quê hương

## Quảng cáo
- S-Fone (2003)
- OMO (Tết 2004)
- Hapacol (2006)
- Pepsi (2008)
- OMO Matic (2009)
- Listerine (2011)
- Điều hòa LG (2010 - 2011)
- Nước mắm Đệ Nhất (2011)
- Maritime Bank (2012)
- Bia 333 (2013 - 2014)
- Dầu ăn Meizan (2014)
- Garnier (2015)
- Bia Saigon (2015)
- Và 1 số quảng cáo khác...

## Thành tích

### Giải thưởng và đề cử
| Giải thưởng                 | Năm  | Hạng mục                                                 | Tác phẩm đề cử                          | Kết quả   | Chú thích            |
| --------------------------- | ---- | -------------------------------------------------------- | --------------------------------------- | --------- | -------------------- |
| Giải Mai Vàng               | 2005 | Nam diễn viên điện ảnh-truyền hình                       | Công ty thời trang                      | Đề cử     | [ 4 ]                |
| Giải Mai Vàng               | 2011 | Nam diễn viên điện ảnh-truyền hình                       | Vật chứng mong manh, Cá Rô, em yêu anh! | Đoạt giải | [ 5 ]                |
| Giải Mai Vàng               | 2012 | Người dẫn chương trình                                   | Vua đầu bếp                             | Đoạt giải | [ 6 ] [ 7 ]          |
| Giải Mai Vàng               | 2013 | Người dẫn chương trình                                   | Tôi là người chiến thắng                | Đoạt giải | [ 8 ] [ 9 ]          |
| Giải Mai Vàng               | 2014 | Nam diễn viên điện ảnh-truyền hình                       | Cô dâu đại chiến                        | Đề cử     | [ 10 ]               |
| Giải Mai Vàng               | 2014 | Người dẫn chương trình                                   | Ai thông minh hơn học sinh lớp 5?       | Đề cử     | [ 10 ]               |
| Giải Mai Vàng               | 2015 | 10 nghệ sĩ của năm                                       | —                                       | Đoạt giải | [ 11 ] [ 12 ] [ 13 ] |
| Giải Mai Vàng               | 2015 | Nam diễn viên điện ảnh-truyền hình                       | Thề không gục ngã                       | Đoạt giải | [ 11 ] [ 12 ] [ 13 ] |
| Giải Mai Vàng               | 2015 | Người dẫn chương trình                                   | Thử tài Thách trí                       | Đề cử     | [ 11 ] [ 12 ] [ 13 ] |
| Cánh Diều Vàng              | 2008 | Nam diễn viên phụ xuất sắc phim truyện điện ảnh          | Chuyện tình xa xứ                       | Đề cử     | [ 14 ]               |
| Liên hoan phim Việt Nam     | 2009 | Nam diễn viên phụ xuất sắc phim truyện điện ảnh          | 14 ngày phép                            | Đoạt giải | [ 15 ]               |
| Giải thưởng truyền hình HTV | 2012 | Nam diễn viên chính phim truyền hình được yêu thích nhất | Vật chứng mong manh                     | Đoạt giải | [ 16 ]               |
| Giải thưởng truyền hình HTV | 2015 | Nam MC được yêu thích nhất                               | Thử tài Thách trí                       | Đề cử     | [ 17 ]               |
| Ngôi Sao Xanh               | 2015 | Nam diễn viên truyền hình được yêu thích nhất            | Thề không gục ngã                       | Đoạt giải |                      |

### Cuộc thi người mẫu
- Top 10 Tìm kiếm người mẫu thời trang châu Á 2002 cùng giải phụ "Siêu mẫu trình diễn ấn tượng"